# 2015年アムトラック脱線事故
2015年アムトラック脱線事故（2015ねんアムトラックだっせんじこ）は、現地時間で2015年5月12日夜にアメリカ合衆国ペンシルベニア州フィラデルフィアの付近で、全米鉄道旅客公社（アムトラック）が運行するワシントンD.C.からニューヨークに向かう列車が脱線した鉄道事故である
。
事故当時、この列車にはおよそ240人が乗っていた。

## 事故概要
2015年5月12日の午後9時10分ごろ、アムトラック北東回廊を運行する北行きの「ノースイースト・リージョナル」 No. 188（ユニオン駅 (ワシントンD.C.)発ペンシルベニア駅 (ニューヨーク)行き）はフィラデルフィアの30丁目駅を発車した。列車は7両の客車を1年前製造のACS-64型電気機関車 (No. 601) がけん引するものであった。
約11分後、列車はノース・フィラデルフィア駅から2.9マイル (4.7 km)南東にある複々線の本線を走行しており、ポート・リッチモンド地区にあるフランクフォード・アベニューとウィートシーフ・レーンの交差点の近く、フランクフォード・ジャンクションにある4度（半径約440m）の左カーブに進入した。
列車は午後9時21分 (EDT)に脱線した。乗客は最初に先頭部が揺れ、その後急停車したと報告した。機関車と客車全7両が脱線し3両が横転した。
NTSB（アメリカ国家運輸安全委員会）の担当事故調査官によると、列車に搭載されていたイベントレコーダーから運転士が非常ブレーキを使用した時列車は106 mph (171 km/h)で走行しており、脱線時の速度は102 mph (164 km/h)であったと述べた。制限速度はカーブへ進入するまでが80 mph (130 km/h)、カーブ内では50 mph (80 km/h)であった。
事故直前に機関車のフロントガラスに何らかの投射物が衝突した可能性がある。
機関車には運転士の操縦にかかわらず自動的に列車を停車させたり、安全な速度まで減速を行うポジティブ・トレイン・コントロール(PTC) が搭載されていた。アムトラックの職員によればPTCは議会が定めた期限の2015年12月より前に導入されていたが、「予算不足、技術的なハードル、官僚的規則」から稼働していなかった。アムトラックはPTCに必要となる北東回廊の電波の権利を購入しようと4年間FCCと交渉を続けた。記者会見の中で、NTSBの一員は記者団に「現在我々が知っていることから考えれば、このようなシステムがこの区間に導入されていれば事故は起こらなかったと思う」と述べた。
フランクフォード・ジャンクションではこの事故以前にも1度死亡事故が発生している。1943年9月6日、当時ペンシルバニア鉄道が運行するワシントン発ニューヨーク行き列車の中でも主要列車であった「コングレッショナル・リミテッド」（議会特急）のニューヨーク行き臨時便が同じカーブで脱線し、79人が死亡し117人が負傷した。
また、日本国内では2005年に発生したJR福知山線脱線事故との類似点を指摘する報道もある。

## 調査

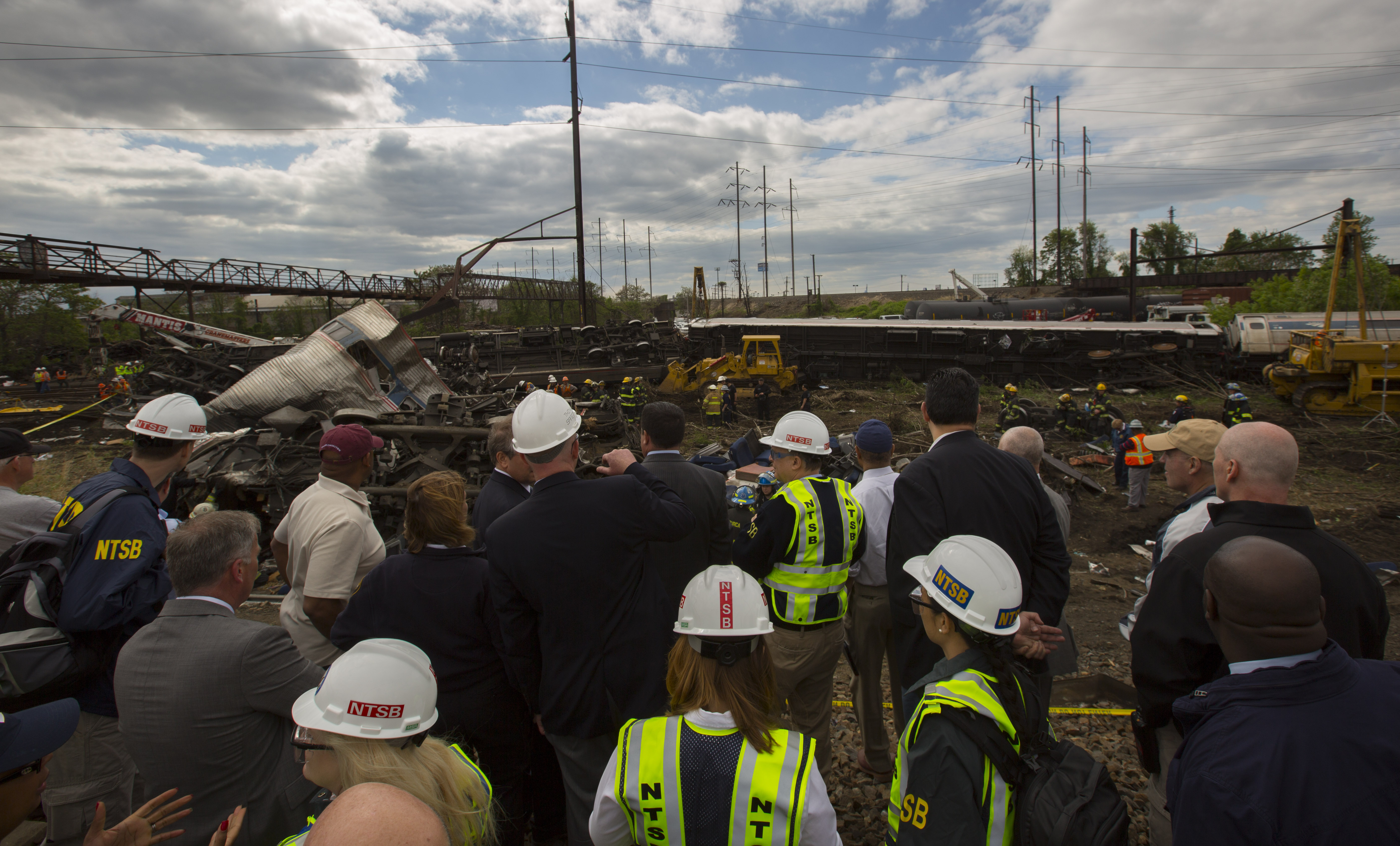
事故現場に到着したNTSBの緊急調査団

連邦捜査局 (FBI) は現場で調査を行い、この脱線がテロによるものであるとするしるしはないと発表した。NTSBの調査チームも調査を行った。両機関が発表した非公式声明によると、初期に得られた情報はこの脱線は事故であると示していた。
5月13日までに列車のイベントレコーダーが回収されNTSBの指令センターで解析された。NTSBは列車に搭載された前面カメラの映像から、脱線したカーブへ進入する際に列車が加速していたと特定した。NTSBの代表は事故の65秒前の速度は60 mph (97 km/h)であったが、16秒前には90 mph (140 km/h)に達しており、運転士がブレーキをかけた時には106 mph (171 km/h)を超えていたと述べた。
5月15日に開かれた記者会見でNTSBは、車掌の一人が後述する通勤列車の運転士とアムトラックの列車の運転士が両列車に何らかの物体が衝突したと無線で通話するのを聞いたと述べていたことから、事故の前に列車に何かが衝突した可能性があると発表した。その後調査官は列車のフロントガラスに拳ほどの大きさの円形の傷を発見し、分析のためFBIに協力を要請した。現場付近を走行していたSEPTAの通勤列車とアムトラックのアセラの2本は事故の数分前に何らかの物体に衝突していた。SEPTAの列車はフロントガラスに傷が見つかった。SEPTAの列車の乗客は列車はすぐに停車し運転士が呆然としながら運転室から出てきたと語った。乗客は「彼は本当に何が起こったのかわかっていなかった。彼はショックを受けていた」と述べた。
運転士の弁護士は彼は事故で負った脳震盪により事故について思い出せないと述べた。彼は5月15日にNTSBの事情聴取を受け、ノース・フィラデルフィア駅を通過した後のことを「全く覚えていない」と述べた。主任調査官は運転士は「非常に協力的」であると述べた。調査官は5月15日より前に「外傷性の出来事を経験した者が、少なくとも短期間はそのようなことを覚えていないのは、人間の行動として全く珍しいものではない」と述べていた。